# Point Venture
Point Venture est un village situé à l'ouest du comté de Travis, au Texas, aux États-Unis,.

## Démographie
Lors du recensement de 2010, le village comptait une population de 800 habitants. Elle est estimée, en 2017, à 958 habitants.

### Source de la traduction
- (en) Cet article est partiellement ou en totalité issu de l’article de Wikipédia en anglais intitulé « Point Venture, Texas » (voir la liste des auteurs).